# 竹盲蝽
竹盲蝽（学名：Mecistoscelis scirtetoides）为盲蝽科竹盲蝽屬下的一个种。